# 比亞特幣

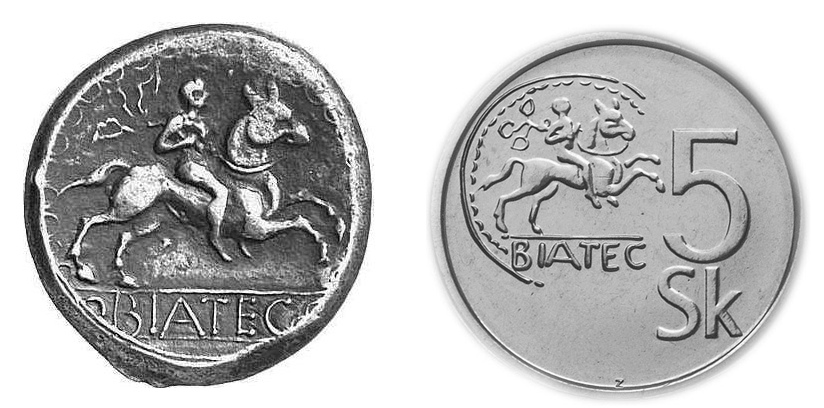
現代5克朗硬币上的原始比亞特幣及其复制品

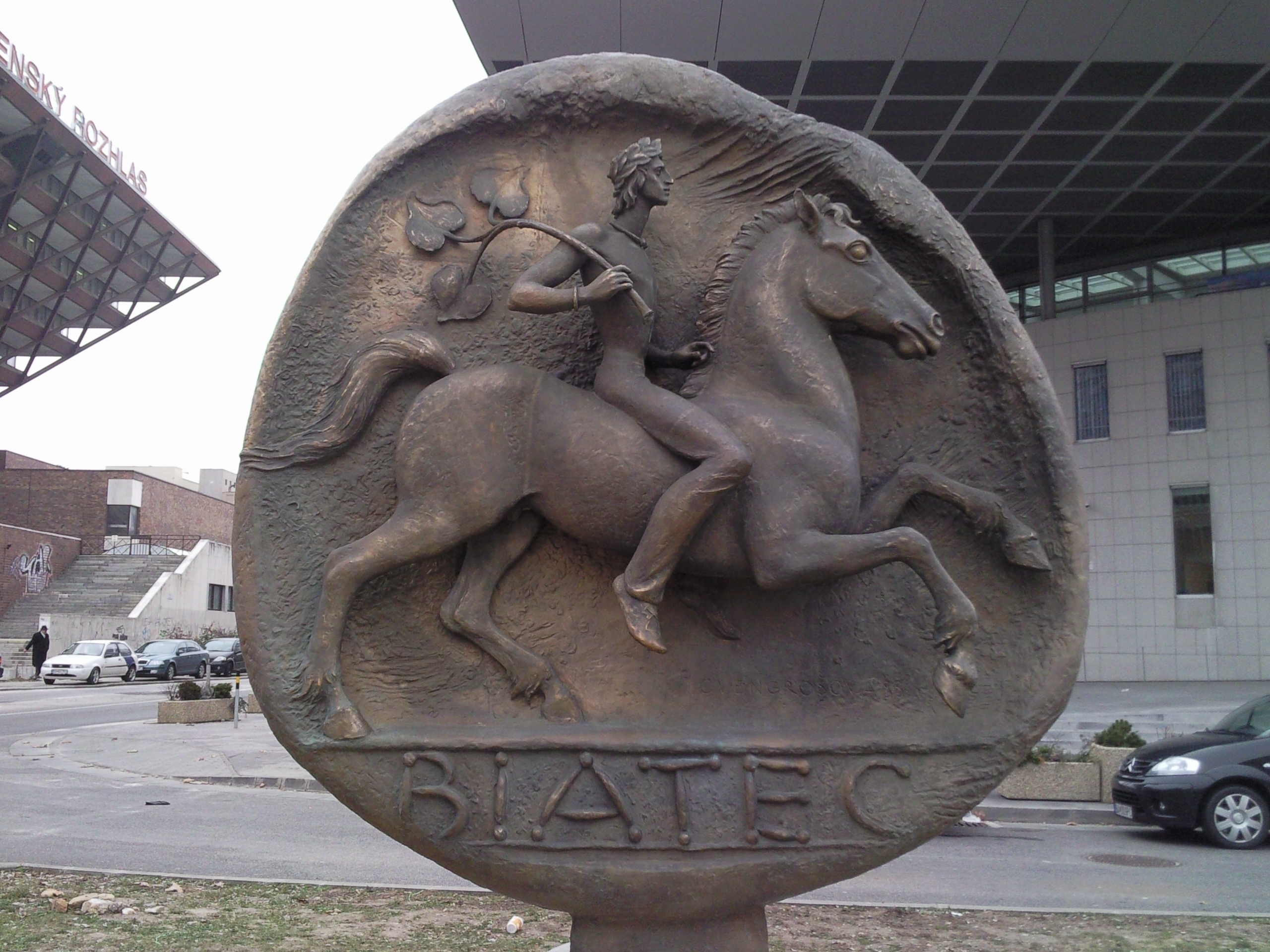
斯洛伐克国家银行於布拉提斯拉瓦的比亞特幣雕塑

比亞特(Biatec)是一個人的名字，大概是當時國王的名字。出現在西元前1世紀布拉提斯拉瓦（斯洛伐克首都），由波伊人鑄造的凱爾特硬幣上。比亞特(Biatec)或比亞特斯 (Biatex)一詞也用作這些硬幣的名稱。在一些文獻中，它們有時也被稱為「六德拉克馬的布拉提斯拉瓦版」。 
比亞特幣實際上是由高品質的銀和金所製成的六德拉克馬和四德拉克馬，且帶有大寫拉丁字母的銘文。在 14 種不同的銘文（例如 NONNOS、DEVIL、BUSU、BUSSUMARUS、TITTO）中，BIATEC 出現的頻率最高。這些銘文代表了斯洛伐克和鄰近地區已知最古老的書寫方式。這些硬幣的直徑為 25 毫米，重量為 16.5-17 克。正面通常刻印一個頭或一對頭的各種描繪。反面通常是騎手，但也有各種神話和真實的動物。